# تریهی
تریهی یک جزیره صخره‌ای کوچک، خالی از سکنه در جزایر مارکیز است که کمتر از ۳۰۰ متر (۰٫۱۹ مایل) جنوب شرقی از موهوتانی واقع شده‌است. مساحت آن ۰٫۱۵ کیلومتر مربع (۰٫۰۶ مایل مربع) و خط ساحلی آن ۳٫۴۰ کیلومتر (۲٫۱۱ مایل) است.
در سال ۱۹۹۲، جزیره با گنجاندن آن در منطقه حفاظت شده طبیعی موتانه، به‌طور رسمی تحت حفاظت قرار گرفت.